# Kambach
Le Kambach est un ruisseau qui coule dans la commune de Montbronn en Moselle. C'est un affluent du Muenzbach et donc un sous-affluent du Rhin.

## Géographie
Le Kambach prend sa source à l'est de la commune de Montbronn, dans le Schorstenloch, à une altitude de 323 m environ. Il recueille les eaux du Herschbach quelques centaines de mètres plus loin et coule vers l'ouest. Il change ensuite de direction pour se diriger vers le nord-ouest, où avec l'Ellenbach, ils alimentent un étang situé en contrebas du Hoernerhof. Après l'étang, le Kambach continue sa route vers le nord-ouest et récupère les eaux du Breitengraben avant de passer sous l'ancien moulin de Montbronn. C'est à l'ouest de ce dernier qu'il rejoint le Muenzbach, à une altitude de 247 mètres et après un cours de 3,1 kilomètres,,.

## Affluents
- Herschbach
- Ellenbach
- Breitengraben[4]